# GL Большой Медведицы
GL Большой Медведицы (лат. GL Ursae Majoris) — одиночная переменная звезда в созвездии Большой Медведицы на расстоянии приблизительно 392 световых лет (около 120 парсеков) от Солнца. Видимая звёздная величина звезды — от +12,95m до +12,31m.

## Характеристики
GL Большой Медведицы — вращающаяся переменная звезда типа BY Дракона (BY:).